# باشگاه فوتبال سنت اندروز
باشگاه فوتبال سنت اندروز (به انگلیسی: St Andrews Football Club) یک باشگاه فوتبال در شهر آیلستون، کشور انگلستان است که در سال ۱۹۷۳ میلادی تأسیس شده‌است.